# گلوبر (دهانه)
گلوبر یک دهانه برخوردی در ماه‌ است.